# 拉馬卡雷納 (梅塔省)
拉馬卡雷納是哥倫比亞的城鎮，位於該國中部，由梅塔省負責管轄，距離首府比亞維森西奧225公里，始建於二十世紀，面積11,229平方公里，海拔高度233米，2005年人口25,079。
2°10′58″N 73°47′5″W / 2.18278°N 73.78472°W